# Coussarea grandifolia
Coussarea grandifolia är en måreväxtart som beskrevs av Henry Hurd Rusby. Coussarea grandifolia ingår i släktet Coussarea och familjen måreväxter. Inga underarter finns listade i Catalogue of Life.